# Gasela de Neumann
La gasela de Neumann (Gazella erlangeri) és una espècie de gasela originària de l'oest del Iemen i l'Aràbia Saudita. Anteriorment se la considerava una subespècie de la gasela d'Aràbia, però recentment se l'ha classificat com a espècie distinta.